# سیارک ۳۷۱۰
سیارک ۳۷۱۰ (به انگلیسی: 3710 Bogoslovskij، نامگذاری:1978RD6) سه هزار و هفتصد و دهمین سیارک کشف شده‌است که در ۱۳ سپتامبر ۱۹۷۸ کشف شد.
قدر مطلق سیارک برابر ۱۲٫۸۰ است.